# Comuna Andriivka, Makariv
Andriivka (în ucraineană Андріївка) este o comună în raionul Makariv, regiunea Kiev, Ucraina, formată din satele Andriivka (reședința) și Cervona Hirka.

## Demografie
Componența lingvistică a comunei Andriivka
     Ucraineană (96,51%)
     Rusă (3,07%)
     Alte limbi (0,08%)
Conform recensământului din 2001, majoritatea populației comunei Andriivka era vorbitoare de ucraineană (96,51%), existând în minoritate și vorbitori de rusă (3,07%).